# Leo Valiani
Leo Weiczen, connu comme Leo Valiani (né le 9 février 1909 à Fiume (Rijeka) et mort le 18 septembre 1999  à Milan) est un journaliste, homme politique et historien italien.